# Anny-Chantal Levasseur-Regourd
Anny-Chantal Levasseur-Regourd   (Semur-en-Auxois, 16 d'abril de 1945 - Neuilly-sur-Seine, 1 d'agost de 2022) va ser una astrofísica francesa especialitzada en l'estudi de cometes, asteroides, petits cossos planetaris, pols cometària i pols interplanetària. També va ser professora-investigadora a la Universitat de París VI, on va ensenyar astronomia, física espacial i ciències físiques.

## Carrera professional i investigació
Llicenciada l'any 1964 per l'Ecole Normale Supérieure de l'Enseignement Technique, antecedent de l'École Normale Supérieure Paris-Saclay.
Va completar una tesi estatal en Ciències Físiques el 1976 sota la supervisió del professor Jacques Blamont. Va analitza les observacions atmosfèriques i astronòmiques del satèl·lit D₂A amb una contribució a l'estudi de la llum zodiacal. Després de la seva tesi doctoral, va col·laborar amb René Dumont en l'estudi de l'entorn interplanetari i la llum zodiacal. Les seves observacions van ajudar a produir el primer mapa global de la llum zodiacal en intensitat i polarització, proporcionant limitacions a les propietats físiques locals de la pols interplanetària.
Va dirigir una carrera com a professora-investigadora a la Universitat de París VI on va esdevenir professora l'any 1985. Va ensenyar astronomia, física espacial i ciències físiques. Entre 1990 i 2000, va ser una de les caps de la DEA Astronomia i Tècniques Espacials a l'Observatori de París.
Com a part de la seva recerca, realitzada al llarg de la seva carrera al Servei d'Aeronomia (SA) i després el seu successor (a partir de 2009) el Laboratory Atmosphères Observations Spatiales (LATMOS), va participar en diverses missions espacials per estudiar els cometes i la seva pols. Va ser responsable sobretot de l'instrument OPE (Optical Probe Experiment) a bord de la primera sonda d'exploració espacial de l'ESA, Giotto, llançada el 1986 i destinada a l'estudi del cometa 1P/Halley. Aquest instrument observa la polarització lineal de la llum a la coma interna del cometa, i els resultats mostren la presència de partícules sòlides de baixa densitat i que la llum és dispersa principalment per partícules grans. També va ser membre de l'equip científic de la missió espacial europea Rosetta-Philae per a l'estudi del cometa 67P/Txuriúmov-Herassimenko. Anny-Chantal també va ser responsable científica del cubesat d'estudiants EyeSat llançat pel CNES l'any 2019. Finalment, participa activament en el desenvolupament de la càmera EnVisS, una imatge polarimètrica multi-longitud d'ona per a la missió Comet Interceptor de l'ESA que es llançarà a 2029 i l'objectiu del qual és observar un cometa d'origen interestel·lar o fresc.
El seu treball també va ajudar a definir una classificació dels cometes en funció de les seves corbes de fase de polarització. Aquest treball encara es discuteix avui en dia dins la comunitat d'astrònoms.
L'any 1977 va ser una de les 53 finalistes (de 2000 candidatures) per a la selecció dels primers astronautes de l'Agència Espacial Europea. Va ser l'única dona entre les finalistes, però no va ser seleccionada i mai va anar a l'espai.
Es va convertir en professora a la Universitat Pierre i Marie Curie el 1985 i es va retirar com a professora emèrita el 2013.
Fortament implicada en l'animació de la comunitat d'astronomia i ciències planetàries, va presidir, entre d'altres, la Comissió de Cometes de la Societat Astronòmica de França i la Comissió sobre Radiació Galàctica i Extragalàctica de Fons de la Unió Astronòmica Internacional (1988 a 1991).
Entusiasmada per compartir els seus coneixements, va presidir l'Any Internacional de l'Astronomia a França el 2009.

## Reconeixements
L'asteroide (6170) Levasseur, descobert el 1981, va ser anomenat en el seu honor.
Levasseur-Regourd va rebre el premi Thorlet de l'Acadèmia Francesa de les Ciències el 1976, el premi Glaxo de divulgació científica el 1982 i el Premi de les Dames de la Societat Astronòmica de França el 1986. Va ser nomenada oficial de la Legió d'Honor el 2013

## Publicacions
El llibre de divulgació científica de Levasseur-Regourd L'atmosphère et ses phénomènes (1980) va guanyar el premi Glaxo.
També va ser autora de dos llibres de divulgació científica sobre cometes, Halley, le roman des comètes (amb Philippe De La Cotardière, 1985) i L'exploration cotaire: De l'Antiquité à Rosetta (amb Janet Borg, 2018).